# Spoorlijn Perpignan - Le Barcarès
De spoorlijn Perpignan - Le Barcarès was een Franse spoorlijn van Perpignan naar Le Barcarès, de lijn was 19,9 km lang.

## Geschiedenis
De lijn werd op 14 augustus 1910 geopend door de Compagnie des chemins de fer des Pyrénées-Orientales. Tot 1937 was er personenvervoer en goederenvervoer tot Le Barcarès. Tot 1950 was er goederenvervoer tot Pia, daarna is de lijn opgebroken en omgevormd tot fietspad.

## Aansluitingen
In de volgende plaatsen is of was er een aansluiting op de volgende spoorlijnen:
Perpignan
RFN 677 000, spoorlijn tussen Narbonne en Port-Bou (grens)
RFN 679 000, spoorlijn tussen Perpignan en Villefranche - Vernet-les-Bains
lijn tussen Perpignan en Thuir
Pia
lijn tussen Pia en Baixas